# Сокурское
Соку́рское (каз. Соқыр) — село в Бухар-Жырауском районе Карагандинской области Казахстана, входит в состав Уштобинского сельского округа. 

## География
Населённый пункт расположен в центральной части Бухар-Жырауского района, в 2,7 километрах (по автодороге) к северо-востоку от административного центра сельского округа села Уштобе, в 70 километрах к юго-западу от районного центра посёлка Ботакара и в 14,8 километрах к востоку от областного центра города Караганда. Соседние сёла: Уштобе к югу, Трудовое к северу. Транспортное сообщение осуществляется автомобильной дорогой областного значения КМ-15 «Караганда—Уштобе—Курылыс км 0-16». Высота центра села — 586 метров над уровнем моря.

## Население
| Численность населения | Численность населения | Численность населения |
| 1989                  | 2009                  | 2021                  |
| --------------------- | --------------------- | --------------------- |
| 240                   | ↗265                  | ↗586                  |

национальный состав
Процентное соотношение численно-преобладающих национальностей села согласно переписи населения 1989 года:
| Национальность | Процентное соотношение |
| -------------- | ---------------------- |
| немцы          | 47 %                   |
| русские        | 28 %                   |
| другие         | 25 %                   |